# 1702

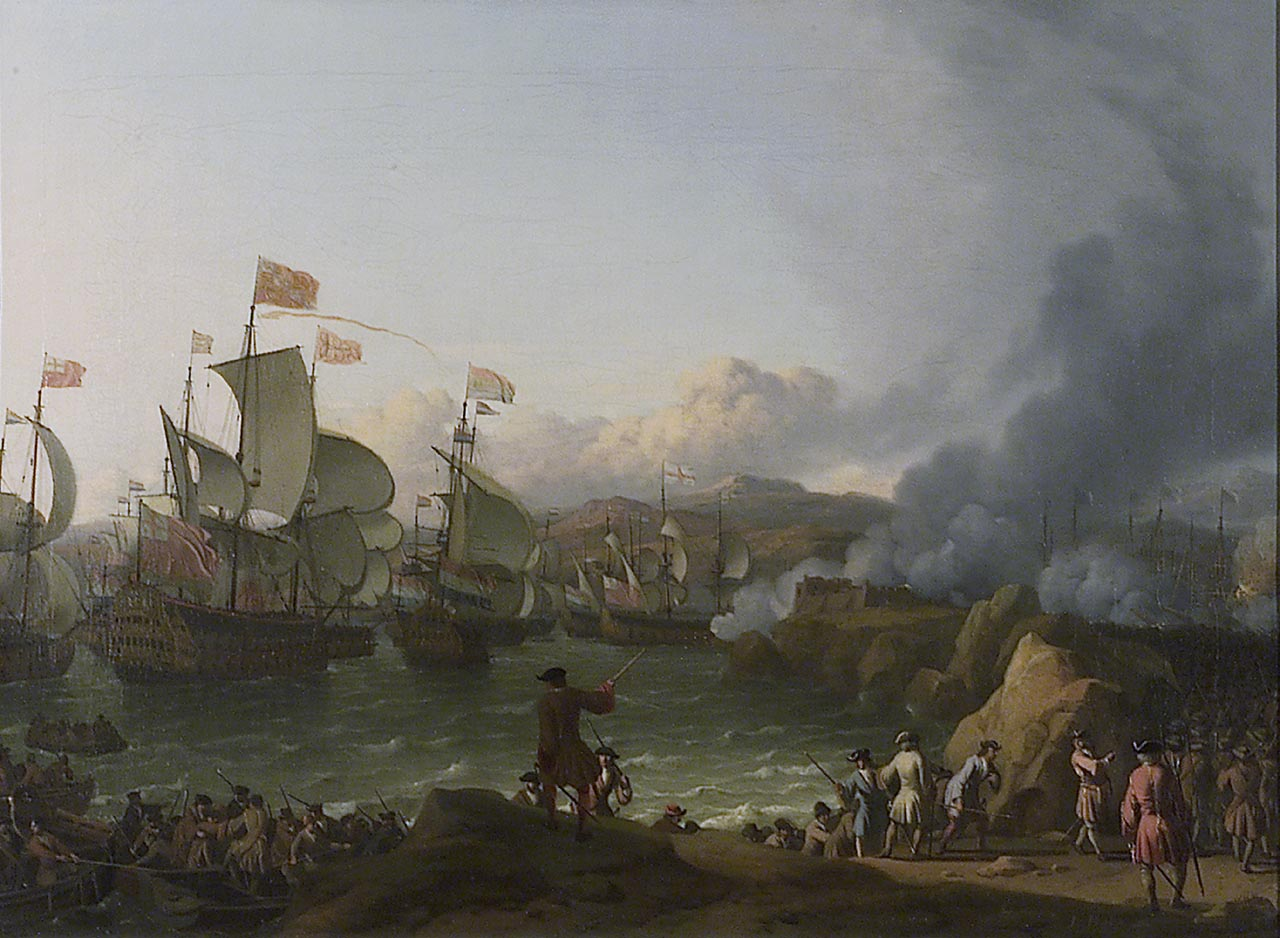
Slag in de Baai van Vigo

Het jaar 1702 is het 2e jaar in de 18e eeuw volgens de christelijke jaartelling.

## Gebeurtenissen
februari
- 20 - Koning-stadhouder Willem III maakt tijdens een rit met zijn paard in de tuinen van Hampton Court een val en breekt zijn sleutelbeen.
- februari - In de Slag bij Cremona wordt de Franse maarschalk François de Neufville gevangengenomen.

maart
- 11 - In Engeland verschijnt de eerste krant, de Daily Courant.
- 19 - (8 maart Juliaanse kalender) Willem III overlijdt kinderloos. Er ontstaat in zijn erflanden een opvolgingsprobleem omdat Pruisen een deel van de erfenis opeist.
- maart - Pruisen bezet de graafschappen Lingen en Kleef, vooruitlopend op de boedelbedeling van stadhouder Willem III.

april
- 23 - In Engeland wordt Willems schoonzuster Anna gekroond tot koningin.

mei
- 13 - Schorsing door Rome van Petrus Codde als Apostolisch Vicarus van Utrecht en hoofd van de Nederlandse Zending, de katholieke kerk in de protestantse Republiek. Hij wordt beschuldigd van Jansenisme.
- Engeland en de Nederlanden verklaren de oorlog aan Frankrijk en Spanje: de Spaanse Successieoorlog.

juni
- 16 - Het Franse garnizoen dat gelegerd is in de versterkte stad Kaiserswerth moet zich overgeven.

oktober
- 17 - Walraad van Nassau-Usingen wordt opgevolgd door zijn zoon Willem Hendrik.
- 23 - Onder leiding van Philips van Almonde wordt in de Baai van Vigo opnieuw een zilvervloot gekaapt, ditmaal samen met de Engelsen.

december
- 14 - Een groep samoerai, bekend als De zevenenveertig ronin, bestormen het landhuis van de edelman die volgens hen schuldig is aan de dood van hun daimyo, en vermoorden hem.

zonder datum
- De "kanonschotregel" als begrenzing voor de territoriale wateren wordt ontwikkeld door de Nederlandse rechtsgeleerde Cornelis van Bijnkershoek in zijn De dominio maris. In de praktijk komt dat neer op een zone van circa drie zeemijlen.

## Muziek
- De Venetiaanse componist Tomaso Albinoni schrijft zijn kamercantates opus 4
- François Couperin schrijft Qui dat nivem. Verset du Motet de l'année dernière

## Bouwkunst

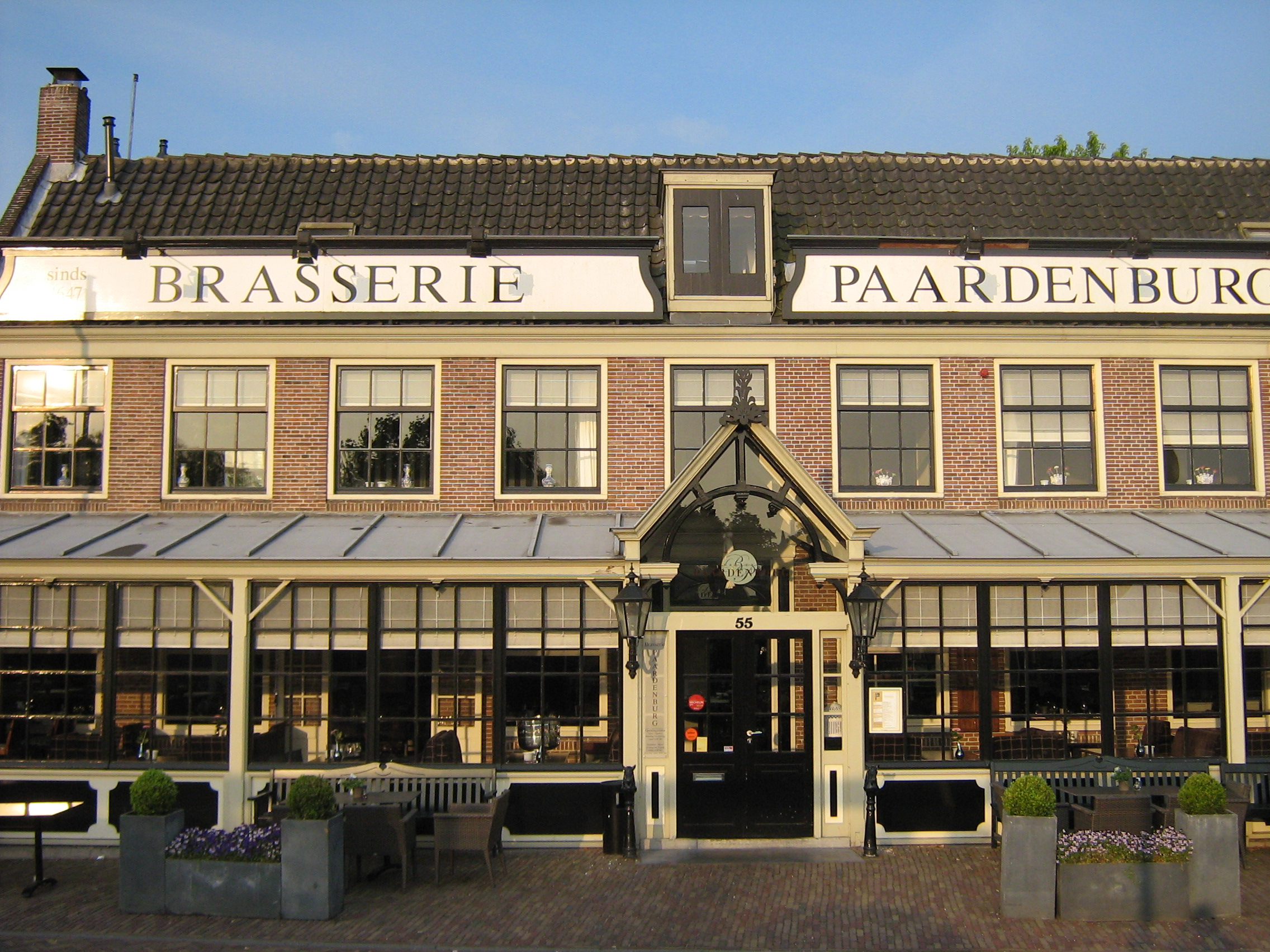
Paardenburg, Ouderkerk a/d Amstel (1702)

## Geboren
februari
- 3 - Giovanni Battista Vaccarini, Italiaans architect (overleden 1768)

maart
- 25 - Pieter Teyler van der Hulst, Nederlandse laken- en zijdekoopman (overleden 1778)

datum onbekend
- Thomas Bayes, Engels wiskundige, medegrondlegger van de statistiek (overleden 1761)

## Overleden
maart
- 19 - Willem III van Oranje (51), sinds 1672 stadhouder van o.a. Holland en Zeeland en vanaf 1689 koning van Engeland

april
- 27 - Jan Bart (51), Vlaams kaper

juli
- 6 - Nicolas Lebègue (±71), Frans orgelkundige, componist, clavicinist en organist
- 19 - Frederik IV (30), hertog van Sleeswijk-Holstein-Gottorp

oktober
- 17 - Walraad van Nassau-Usingen (67), vorst van Nassau-Usingen

december
- 28 - Richard Brakenburg (52), Nederlands kunstschilder

datum onbekend
- Georg Everhard Rumphius (75), natuuronderzoeker